# Mimosybra kaszabi
Mimosybra kaszabi là một loài bọ cánh cứng trong họ Cerambycidae.